# لوي ماكاري
لوي ماكاري (بالإنجليزية: Lou Macari)‏ (مواليد 7 يونيو 1949) هو لاعب كرة قدم. يلعب مع منتخب إسكتلندا لكرة القدم. سبق له أن لعب في كأس العالم لكرة القدم مع منتخب بلاده.

## مسيرته الكروية
لعب لوي ماكاري خلال مسيرته الاحترافية مع 3 أندية في تسعة عشر موسمًا وسجل خلالها 107 هدف ضمن 423 مباراة. حيث فاز في خمسة مواسم بالكأس وفي خمسة مواسم بالدوري.
خاض لوي ماكاري مسيرته مع نادي سلتيك في موسم 1968–69 ليلعب معه خمسة مواسم، مشاركًا في 58 مباراة سجل خلالها 26 هدفًا. ثم انتقل إلى نادي مانشستر يونايتد في موسم 1972–73 ليلعب معه اثنا عشر موسمًا، حيث شارك في 329 مباراة سجل خلالها 78 هدفًا. لينتقل بعدها إلى نادي سويندون تاون في موسم 1984–85 ولمدة موسمين، مشاركًا في 36 مباراة سجل خلالها 3 أهداف.

## روابط خارجية
- لوي ماكاري على موقع قاعدة بيانات كرة القدم.إي يو (الإنجليزية)
- لوي ماكاري على موقع ناشيونال فوتبول تيمز (الإنجليزية)
- لوي ماكاري على موقع Soccerbase.com (مدرب) (الإنجليزية)